# Pitkävuono
Pitkävuono är en del av sjön Muddusjärvi i Finland.   Den ligger i landskapet Lappland, i den norra delen av landet, 1 000 km norr om huvudstaden Helsingfors. Pitkävuono ligger 146 meter över havet.